# Centracanthus cirrus
Centracanthus cirrus es una especie de peces de la familia Centracanthidae en el orden de los Perciformes.

## Morfología
- Los machos pueden alcanzar los 34 cm de longitud total.
- Tiene el cuerpo muy alargado (6 veces más largo que alto) y de sección circular, un poco comprimido lateralmente.
- Tiene el morro cónico y puntiagudo.
- La boca es muy protràctil y tiene los dientes dispuestos en hileras.
- La parte central de la aleta dorsal presenta una hendidura bastante acusada separando los radios duros de los blandos.
- Las pélvicas son pequeñas.
- La caudal es escotada.
- Es de color rosado con tonos rojos en el dorso y blanquecino en el vientre

Es un pez gregario que forma bandadas de muchos individuos.
Se reproduce en el verano cerca de la costa. Los huevos son pelágicos-
Come pequeños invertebrados.

## Pesca
Se captura con artes de arrastre.